# Поялник
Поялник (на немски: Lötkolben) е уред за стопяване на припой, с цел свързването на детайли и елементи чрез спояване.
При спояването два или повече детайла от метал или с метални изводи се свързват заедно, чрез стопяването на припой и омокрянето на елементите с него, по този начин свързвайки ги след изстиването на припоя. Между изстиналите металните части се създава надеждна електрическа и механична връзка. При процеса самите метални части не се стопяват (както при заварката), а вместо това разстоянието между детайлите бива запълнено с припой.

## Типове
Съвременните поялници се разделят на електрически и газови в зависимост от източника на енергия. В миналото поялниците са били основно с външно подгряване.
Газовите поялници използват пропан-бутан за подгряване на накрайника за спояване. При това е невъзможно да се постигне точно регулиране на температурата.
Електрическите поялници имат много широк диапазон на възможности за регулиране. В най-обикновения случай поялниците са без регулиране и се характеризират основно по мощността на нагревателя. По-мощните поялници се използват за спояване на по-големи по размери и маса детайли.
Електрическите поялници с регулиране на температурата са основно следните:
- Регулиране чрез измерване на температурата с термодатчик (термодвойка) и електронен регулатор на захранващото напрежение на нагревателя. Електронният регулатор осигурява точно регулиране на температурата, което е необходимо за професионално използване.
- Регулиране при използване на температура на Кюри. Накрайникът на поялника в този случай е изпълнен частично с използването на сплав с температура на Кюри с необходимата стойност. При достигане на тази температура се изключва загряването на поялника.

Индуктивни поялници (импулсни поялници) са поялници, при които се използва понижаващ трансформатор, при който първичнота намотка е свързана към захранващото напрежение, а вторичната намотка е само няколко навивки и в нея накъсо е съединен нагревателен накрайник. При включване на захранването, този накрайник се загрява за много кратко. Този вид поялници нямат прецизност и се използват само за любителски цели.

## Допълнителни устройства
Към поялниците в зависимост от целта на използване се включват различни допълнителни устройства.
- Депоялник. Това е устройство, създаващо вакуум, който отстранява стопеният излишен припой от мястото на спойката. Това може да бъде обикновен гумен балон или вакуумна помпа с бутало.
- Подаващо устройство за тинол. Тинола се подава директно на мястото на спояване и се подава само при изпълнение на съответната спойка. Тези устройства са подходящи за полуавтоматични работни места.
- Почистващи материали-служат за бързо почистване на накрайника на поялника.
- Аспирация за извеждане на отделените при спояването газове от стопения припой и флюс.

## Накрайник за спояване
Формата, материалът и покритието на накрайника за спояване са съществен за изпълнението на качествено спояване.
Изборът на формата и размерите на накрайника зависи основно от мястото и вида на спойката. Покритието на накрайника зависи основно от вида на припоя.
За изпълнението на качествени спойки е необходимо накрайникът да бъде добре почистен и без корозия.

## Станция за спояване
За професионални цели има станции за спояване, които имат много повече възможности за работа. Това включва широк диапазон на температура и мощност за спояване и вакуумна помпа и вакуумен накрайник.

## Технически данни
Основните технически данни на един електрически поялник са: Мощност на нагревателя, работен температурен обхват, типът и геометрията на накрайника и размера и теглото на самата работна част (леката работна част изморява по-малко и позволява промишлено използване).
Електрическата мощност обикновено е от 15 до 120 W, а температурата на работа от 150 до 500 °C.